# 교통영향평가
교통영향평가는 일정 규모 이상의 사업시행이나 시설의 설치로 인하여 유발되는 교통량을 예측분석하고 교통장해 등 교통상의 각종 문제점 또는 그 효과를 검토·분석하여 적절한 교통대책을 강구하여 도시교통의 원활한 소통과 시민의 쾌적한 통행권을 확보하는 것을 주목적으로 지난 1987년 「도시교통정비촉진법」이 제정되면서 정식으로 도입되었으며, 2001년부터는 「환경.교통.재해 등에 관한 영향평가법(1999.12.31 제정)」의 규제를 받고 있다.